# Peter Flanagan (Rugbyspieler, 1886)
Peter Flanagan (* 1886 in Dublin, Irland; † 1952 in Kalifornien) war ein irisch-australischer Rugby-Union-Spieler. Der Flügelstürmer wurde bereits mit 17 Jahren Stammspieler der Staatsauswahl von Queensland, lief zweimal für die australische Nationalmannschaft im Test gegen die All Blacks auf und gehörte 1908/09 zum Kader des ersten Wallabies-Tour-Teams in die nördliche Hemisphäre. Wegen einer Verletzung vor dem ersten Länderspiel verpasste er auf der Tour jedoch fast sämtliche Spiele.
Es ist unbekannt, wann genau der gebürtige Ire nach Australien migrierte; jedoch begann er an der St-Joseph’s-Gregory-Terrace-Schule in Brisbane mit dem Rugby; nach der Schulzeit spielte er beim North Brisbane Rugby Club und feierte schon in seinem ersten Jahr im Seniorenbereich beim Spiel gegen die British Lions sein Debüt für die Reds, die Auswahl von Queensland. 1906 wechselte er von North Brisbane zum Stadtrivalen Christian Brothers RU; 1907 konnte er bei zwei Spielen der Reds gegen die All Blacks so überzeugen, dass er erstmals für die australische Nationalmannschaft berücksichtigt wurde. Bei beiden Tests gegen die All Blacks am 20. Juli und 3. August 1907 kam er zum Einsatz. 1907 gewann er auch mit den Christian Brothers die Meisterschaft von Brisbane/Queensland.
Nach weiteren guten Leistungen für die Reds wurde Flanagan 1908 als einer von lediglich vier Queensländern in den Kader Australiens für die geplante Tour durch Europa und Nordamerika sowie zu den Olympischen Spielen 1908 berufen. Beim ersten Spiel gegen die Grafschaftsauswahl Cornwalls wurde Flanagan – obwohl lediglich als Touch Judge eingesetzt – vom getackleten Mannschaftskameraden Boxer Russell unglücklich umgeworfen und so schwer an den Beinen verletzt, dass er für den Rest der Tour nicht mehr spielen konnte. Er verpasste beide Tests und den Rugby-Wettbewerb bei Olympia. Damit endete seine Auswahlkarriere.
Nach seiner Rugby-Zeit siedelte er zuerst auf die Philippinen, später nach Kalifornien über, wo er 1952 starb.